# Stenolophus lecontei
Stenolophus lecontei es una especie de escarabajo de tierra del género Stenolophus, tribu Harpalini, subfamilia Harpalinae. Fue descrita científicamente por Chaudoir en 1868.
La especie se mantiene activa durante todos los meses del año excepto en enero.

## Distribución
Se distribuye por Canadá y Estados Unidos.